# مكشطة جلد

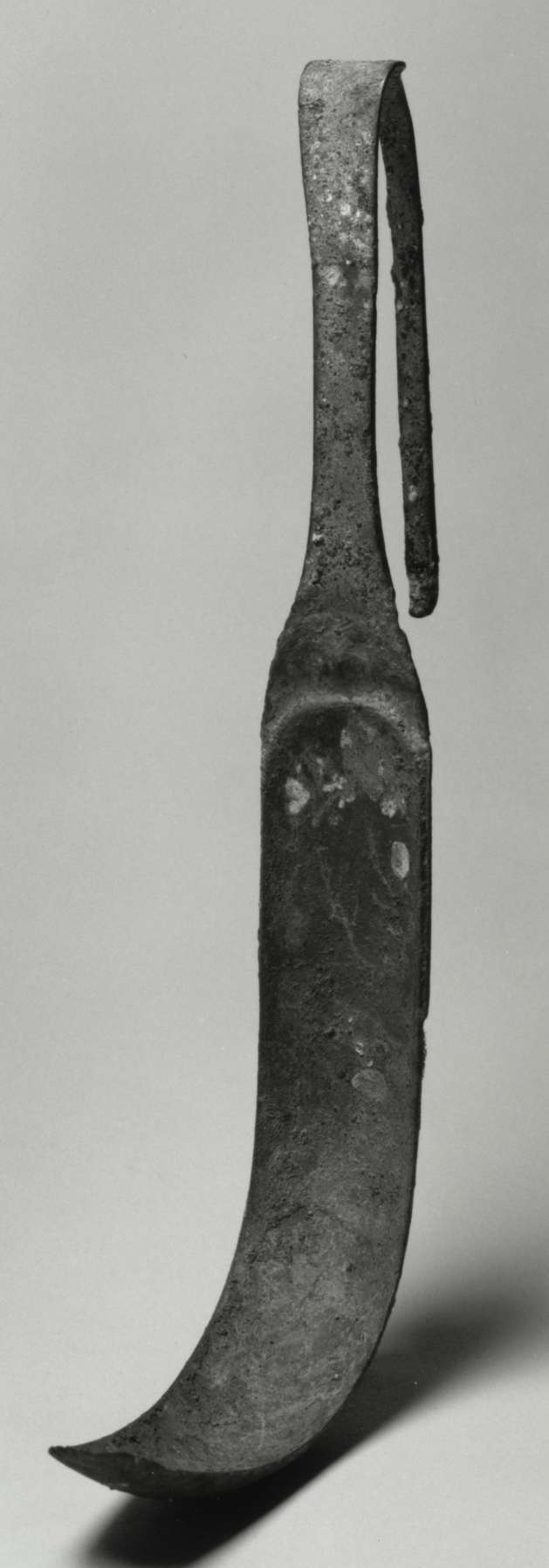
مكشطة جلد برونزية من القرن الأول الميلادي في متحف والترز.

مِكْشَطة الجِلد هي أداة لتنظيف الجسم عن طريق إزالة الأوساخ والعَرَق، والزيت التي تم استخدامها قبل الاستحمام في الثقافة اليونانية والرومانية القديمة. في هذه الثقافات، كان الرجال هم من يستخدمون مكشطة الجلد، وخاصة الرياضيين الذكور. ومع ذلك، ففي الحضارة الإتروسكانية هناك أدلة على استخدام مكشطة الجلد من كلا الجنسين.  التصميم القياسي عبارة عن شفرة مقوسة بمقبض، وكلها مصنوعة من المعدن.
استخدمت مكشطة الجلد بشكل شائع من قبل الأفراد الذين كانوا يشاركون في أنشطة تُسبّب لهم كميات كبيرة من الأوساخ والعرق على أجسامهم. كما استعملها أيضا الرياضيون والأثرياء والجنود. غالبًا ما كان يستعين الأثرياء بالعبيد في القيام بالأمر (حكّ الجسم بمكشطة الجلد)، بدلاً من القيام بذلك بأنفسهم. 